# 238 г. пр.н.е.
238 (двеста тридесет и осма) година преди новата ера (пр.н.е.) е година от доюлианския (Помпилийски) римски календар.

## Събития

### В Римската република
- Консули са Тиберий Семпроний Гракх и Публий Валерий Фалтон.
- Боите създават племенен съюз състоящ се от келтските племена населяващи долината на река По, за да нахлуят в римска територия и обсадят Ариминиум. Вътрешни разпри в съюза водят до неговото разпадане и поражение.[1] Римляните започват продължителна военна кампания срещу тях (238 – 236 пр.н.е.) и в Лигурия (238 – 230 пр.н.е.).[2]

### В Картаген
- Лоялните картагенски сили на Хамилкар Барка побеждават бунтуващите се наемници. Това слага край на т.нар. Война без примирие или Наемническа война.[3][notes 1]

### В Персия
- Вождът на номадското племе парни Аршак атакува и превзема Партия като убива местния владетел Андрагор, който няколко години преди това е откъснал областта от империята на Селевкидите.[notes 2]

## Родени
- Филип V, цар на древна Македония (умрял 179 г. пр.н.е.)
- Масиниса, цар на масилите или източните нумиди и по-късно цар на цяла Нумидия (умрял 149 г. пр.н.е.)

## Починали
- Мато, либийски водач на разбунтувалите си срещу Картаген наемници
- Ханибал, картагенски пълководец

Бележки:
1. ↑  Според същият източник макар да се приема, че тази година маркира края на войната, по-вероятно е това да е станало в следващата 237 г. пр.н.е.
2. ↑  Годината е приблизителна.